# Awashonks
Awashonks va ser la líder suprema dels natius americans de Sakonnet, a Rhode Island. Va viure al sud de la colònia de Plymouth, a prop de la badia de Narragansett, on ara hi ha el poble de Little Compton. A mitjan segle xvii els colons anglesos de la colònia Plymouth van reclamar les seves terres. Mentre va mantenir una aliança personal amb els anglesos va augmentar el seu poder, però el final de les negociacions va erosionar la seva imatge tant entre els anglesos com entre els Sakonnet. Awashonks és coneguda pel seu talent especial per la negociació i la diplomàcia, la qual cosa va influir en la inclusió dels Sakonnets entre el minúscul grup de nadius que van ser amnistiats pels colonitzadors.
Awashonks apareix en els registres oficials de la Nova Anglaterra més que qualsevol altra dona nativa. Es va erigir un monument de pedra a Wilbur Fusta, Petit Compton, Rhode Island a finals del segle xix, durant un període d'interès romàntic en la història d'Awashonk. Al gravat es pot llegir: "En memòria d'Awashonks Reina de Sogkonate i amiga de l'home blanc."